# Erioconopa elegantula
Erioconopa elegantula är en tvåvingeart som först beskrevs av Alexander 1913.  Erioconopa elegantula ingår i släktet Erioconopa och familjen småharkrankar. Inga underarter finns listade i Catalogue of Life.